# فيراري SF21
تمت عملية تصميم وتصنيع سيارة فيراري SF21 سيارة سباق فورمولا 1 من قبل سكوديريا فيراري للتنافس في بطولة العالم للفورمولا 1 2021 . كان يقود السيارة كارلوس ساينز جونيور وتشارلز لوكلير. المشاركة الأولى للسيارة بشكل رسمي جائت في سباق جائزة البحرين الكبرى 2021 .

## خلفية
تم تصميم SF21 كتطور لسابقتها SF1000 .
قال رئيس الهيكل إنريكو كارديل إن الديناميكيات الهوائية في SF21 خضعت لمراجعة «جذرية» مع تحديد هدفين في الاعتبار نظرًا لقواعد 2021 التي تقلل القوة السفلية حول أرضية السيارة والعجلات الخلفية. نتيجة لذلك، تم تحديد جزء من الميزانية الرئيسية من أجل تطوير ناقل الحركة والتعليق الخلفي.
الجزء الأمامي من السيارة تعرض للكثير من التغييرات والتطويرات المهمة لتطوير شكل وهيئة السيارة، مع عودة الجناح الأمامي الجديد إلى التركيز على طراز 2019 على تأثير الانهيار. كما تتميز بانجراف جانبي جديد، سواء بالنسبة لشكل الحاجز في الحافة الخارجية أو في منطقة كبح القدم مع محول تدفق صغير أمام الإطار. كان هناك أيضًا رأس جديد (محول التدفق الموجود خلف الأنف والذي يساعد على إدارة تدفق الهواء الذي يمر عبر الجزء السفلي من الإطار). بالإضافة إلى ذلك، تم وضع «الأبواق» الديناميكية الهوائية في الجزء الأمامي من الإطار كما تم إضافة أربعة محولات تدفق منفصلة تم تطويرها على أفضل هيئة لتناسب المعايير العصرية للسيارات المتطورة.
انتهى تطوير السيارة بعد سباق أذربيجان الكبرى ومع انتهائه قررت شركة فيراري توجيه انتباهها إلى خليفة السيارة.

### وحدة الطاقة
وفي معرض معالجة عجز الطاقة لمنافسهم لعام 2020، صرح ماتيا بينوتو أن «المحرك [الجديد] يعمل بشكل جيد على داينو» وأن أدائه قد تطور وأنه نجح في تحقيق نجاح ملحوظ بعد عام 2020 المخيب للامال. وأوضح أيضًا أن عام 2021 سيكون عامًا «انتقاليًا» استعدادًا لعام 2022 وأن السحب الديناميكي الهوائي العالي في SF1000 هو نقطة تركيز للتنمية.
أعلن Binotto في لقاء صحفي أجراء في شهر أغسطس من عام 2018 أنه سيكون هناك تطوير إضافي لوحدة الطاقة التي تستهدف المراحل الأخيرة من الموسم.
أطلقت فيراري نظامها الهيبريدي المطور للمرة الأولى في سباق الجائزة الكبرى الروسي حيث قامت بتركيبه في سيارة تشارلز لوكلير مع استلام كارلوس ساينز وحدة الطاقة الخاصة به بعد ذلك في سباق الجائزة الكبرى التركي.
التطور الأكبر حصل مستوى مخزن الطاقة الذي حظي بالترقية من نظام 400 فولت إلى 800 فولت، بما يتماشى مع منافسيها من خلال زيادة كثافة الطاقة للبطاريات. أخبر بينوتو The Race أن «القوة متاحة دائمًا من خلال الخط المستقيم، لذا يمكنك الاستفادة منها في بداية الخط المستقيم ولكن أيضًا في النهاية. إذا أخذنا في الاعتبار كيف كان الوضع العام الماضي، فمن المؤكد أننا قمنا بمعالجة الكثير من الأخطاء والعيوب لتقديم نسخة أكثر تطورا خلال المستقبل. لذلك ما زلنا نعلم أن هناك فجوة في أفضل محرك اليوم، لكننا نعتقد أن الفجوة اليوم ليست كبيرة للغاية.» 

## تاريخ المنافسة

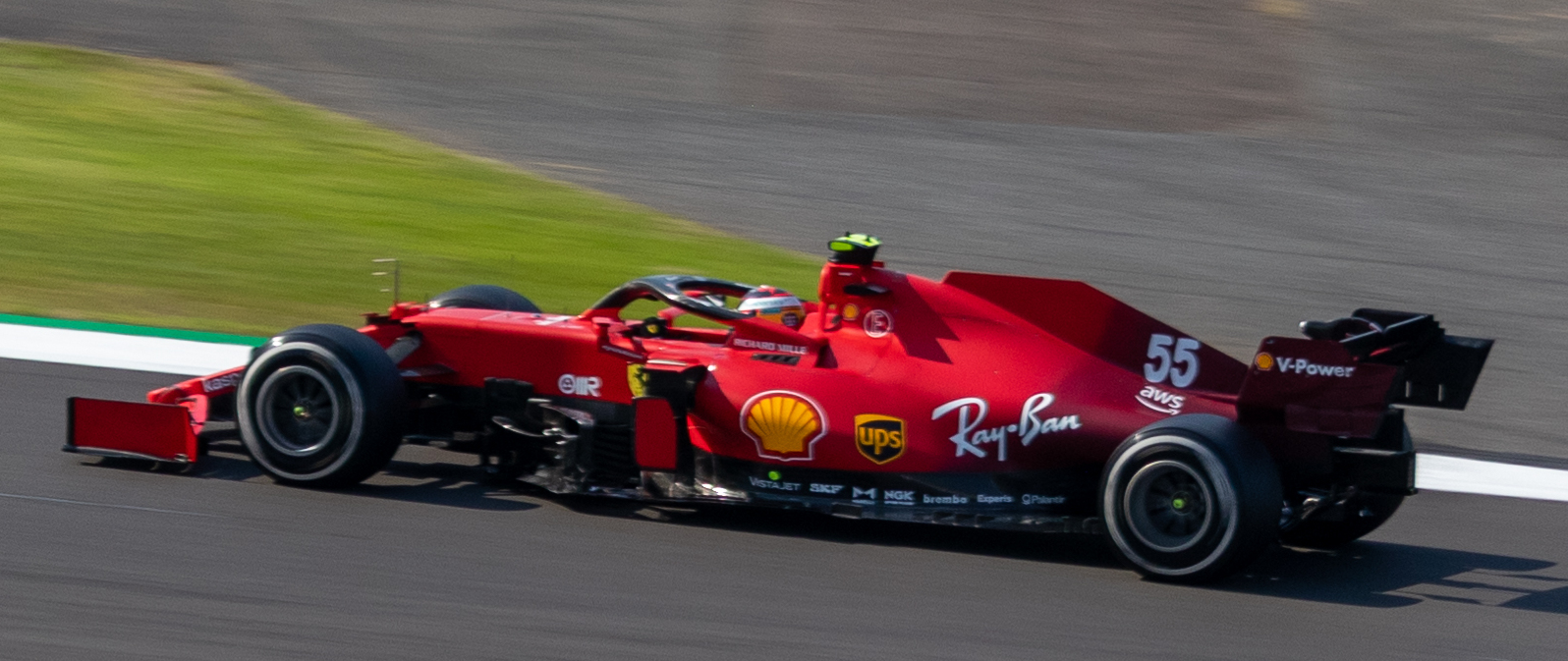
كارلوس ساينز خلال سباق جائزة بريطانيا الكبرى 2021

تمكن فريق فيراري من تحقيق نتائج جيدة بالفعل مقارنة بالنتائج التي حققها الفريق في 2020 مع SF1000 التي تسببت في هز أركان أسواق المراهنات الرياضية في العالم، حيث حقق Leclerc المركز الأول في مناسبتين مختلفتين جائتا في موناكو وأذربيجان. ساعد التحسن في الأداء من SF21 فيراري في الحصول على المركز الثالث في ترتيب الصانعين، مقارنة بالسادس المخيب للآمال في عام 2020. على الرغم من هذا التحسن، أنهى فريق فيراري الموسم بدون تحقيق أي فوز وهذا حدث يحصل للمرة الأولى منذ عامي 1992 و 1993، التي لم يحقق فيها الفوز في موسمين متتاليين. اقترب SF21 من الفوز في سباق الجائزة الكبرى البريطاني، حيث كان لوكلير متصدرا حتى اللفتين الأخيرتين قبل أن يخسر الصدارة لصالح لويس هاملتون.

## نتائج فورمولا 1 كاملة
(مفتاح)
| سنة      | مشترك                 | وحدة الطاقة  | الإطارات | اسم السائق          | جراند بريكس | جراند بريكس | جراند بريكس | جراند بريكس | جراند بريكس | جراند بريكس | جراند بريكس | جراند بريكس | جراند بريكس | جراند بريكس | جراند بريكس | جراند بريكس | جراند بريكس | جراند بريكس | جراند بريكس | جراند بريكس | جراند بريكس | جراند بريكس | جراند بريكس | جراند بريكس | جراند بريكس | جراند بريكس | نقاط  | WCC pos. |
| سنة      | مشترك                 | وحدة الطاقة  | الإطارات | اسم السائق          | BHR         | EMI         | POR         | ESP         | MON         | AZE         | FRA         | STY         | AUT         | GBR         | HUN         | BEL ‡       | NED         | ITA         | RUS         | TUR         | USA         | MXC         | BRA         | QAT         | SAU         | ABU         | نقاط  | WCC pos. |
| -------- | --------------------- | ------------ | -------- | ------------------- | ----------- | ----------- | ----------- | ----------- | ----------- | ----------- | ----------- | ----------- | ----------- | ----------- | ----------- | ----------- | ----------- | ----------- | ----------- | ----------- | ----------- | ----------- | ----------- | ----------- | ----------- | ----------- | ----- | -------- |
| 2021     | فريق فيراري مهمة وينو | فيراري 065/6 | P        | شارل لوكلير         | 6           | 4           | 6           | 4           | DNSP        | 4P          | 16          | 7           | 8           | 2           | Ret         | 8           | 5           | 4           | 15          | 4           | 4           | 5           | 5           | 8           | 7           | 10          | 323.5 | 3rd      |
| 2021     | فريق فيراري مهمة وينو | فيراري 065/6 | P        | كارلوس ساينز جونيور | 8           | 5           | 11          | 7           | 2           | 8           | 11          | 6           | 5           | 6           | 3           | 10          | 7           | 6           | 3           | 8           | 7           | 6           | 63          | 7           | 8           | 3           | 323.5 | 3rd      |
| المصادر: |                       |              |          |                     |             |             |             |             |             |             |             |             |             |             |             |             |             |             |             |             |             |             |             |             |             |             |       |          |